# Campionati mondiali di nuoto in vasca corta 2024 - 100 metri misti femminili
La gara dei 100 metri misti femminili dei campionati mondiali di nuoto in vasca corta 2024 si è svolta il 12 e il 13 dicembre 2024 presso la Duna Aréna di Budapest.

## Podio
| Pos.    | Atleta            | Nazione     |
| ------- | ----------------- | ----------- |
| Oro     | Gretchen Walsh    | Stati Uniti |
| Argento | Kate Douglass     | Stati Uniti |
| Bronzo  | Béryl Gastaldello | Francia     |

## Record
Prima della manifestazione il record del mondo (RM) e il record dei campionati (RC) erano i seguenti.
|  | 55"98 | Gretchen Walsh | 18 ottobre 2024 Charlottesville |
|  | 56"70 | Katinka Hosszú | 5 dicembre 2014 Doha            |

Durante la competizione è stato migliorato il seguente record:
|  | 56"06 | Gretchen Walsh |
|  | 55"71 | Gretchen Walsh |
|  | 55"11 | Gretchen Walsh |

## Programma
| Data             | Ora   | Turno      |
| ---------------- | ----- | ---------- |
| 12 dicembre 2024 | 10:07 | Batterie   |
| 12 dicembre 2024 | 18:52 | Semifinali |
| 13 dicembre 2024 | 18:52 | Finale     |

## Risultati

### Batterie
| Pos. | Batteria | Corsia | Atleta                   | Nazionalità                   | Tempo       | Note |
| ---- | -------- | ------ | ------------------------ | ----------------------------- | ----------- | ---- |
| 1    | 4        | 4      | Gretchen Walsh           | Stati Uniti                   | 56"06       | Q    |
| 2    | 3        | 4      | Kate Douglass            | Stati Uniti                   | 56"98       | Q    |
| 3    | 2        | 3      | Tessa Giele              | Paesi Bassi                   | 57"87       | Q    |
| 4    | 4        | 5      | Mary-Sophie Harvey       | Canada                        | 58"21       | Q    |
| 5    | 4        | 6      | Rebecca Meder            | Sudafrica                     | 58"44       | Q    |
| 6    | 2        | 4      | Béryl Gastaldello        | Francia                       | 58"58       | Q    |
| 7    | 3        | 3      | Diana Petkova            | Bulgaria                      | 58"79       | Q    |
| 8    | 3        | 7      | Ellen Walshe             | Irlanda                       | 58"85       | Q    |
| 9    | 2        | 5      | Sydney Pickrem           | Canada                        | 58"92       | Q    |
| 10   | 2        | 6      | Tamara Potocká           | Slovacchia                    | 58"95       | Q    |
| 11   | 3        | 5      | Louise Hansson           | Svezia                        | 59"02       | Q    |
| 12   | 2        | 2      | Helena Gasson            | Nuova Zelanda                 | 59"14       | Q    |
| 13   | 4        | 1      | Barbora Janíčková        | Rep. Ceca                     | 59"25       | Q    |
| 14   | 3        | 2      | Zheng Huiyu              | Cina                          | 59"58       | Q    |
| 15   | 4        | 8      | Fernanda Gomes Celidonio | Brasile                       | 59"78       | Q    |
| 16   | 2        | 1      | Anastasiya Kuliashova    | NAA                           | 59"82       | Q    |
| 17   | 2        | 7      | Qian Xinan               | Cina                          | 1'00"01     |      |
| 18   | 3        | 6      | Iona Anderson            | Australia                     | 1'00"06     |      |
| 18   | 3        | 8      | Stefanía Gómez           | Colombia                      | 1'00"06     |      |
| 20   | 4        | 2      | Chiara Della Corte       | Italia                        | 1'00"14     |      |
| 21   | 3        | 1      | Emma Carrasco            | Spagna                        | 1'00"19     |      |
| 21   | 4        | 3      | Lena Kreundl             | Austria                       | 1'00"19     |      |
| 23   | 4        | 0      | Kristen Romano           | Porto Rico                    | 1'00"76     |      |
| 24   | 4        | 9      | Maria Romanjuk           | Estonia                       | 1'00"80     |      |
| 25   | 2        | 8      | Adela Piskorska          | Polonia                       | 1'01"27     |      |
| 26   | 2        | 0      | Chloe Isleta             | Filippine                     | 1'01"89     |      |
| 27   | 3        | 9      | Valerie Rose Tarazi      | Palestina                     | 1'02"00     |      |
| 28   | 1        | 4      | Tam Hoi Lam              | Hong Kong                     | 1'02"41     |      |
| 29   | 1        | 2      | Vala Cicero              | Islanda                       | 1'03"06     |      |
| 30   | 4        | 7      | Fanny Teijonsalo         | Finlandia                     | 1'03"27     |      |
| 31   | 2        | 9      | Alexis Margett           | Bolivia                       | 1'04"38     |      |
| 32   | 1        | 7      | Wilina Jules-Marthe      | Capo Verde                    | 1'05"84     |      |
| 33   | 1        | 6      | Molina Smalley           | Namibia                       | 1'06"01     |      |
| 34   | 1        | 5      | M.C.A. Batallones        | Isole Marianne Settentrionali | 1'08"46     |      |
| 35   | 1        | 3      | Chloe Ameara             | Vanuatu                       | 1'25"47     |      |
| DNS  | 3        | 0      | Lora Komoróczy           | Ungheria                      | Non partita |      |

### Semifinali
| Pos. | Batteria | Corsia | Atleta                   | Nazionalità   | Tempo   | Note |
| ---- | -------- | ------ | ------------------------ | ------------- | ------- | ---- |
| 1    | 2        | 4      | Gretchen Walsh           | Stati Uniti   | 55"71   | Q    |
| 2    | 1        | 4      | Kate Douglass            | Stati Uniti   | 56"88   | Q    |
| 3    | 1        | 5      | Mary-Sophie Harvey       | Canada        | 57"19   | Q    |
| 4    | 2        | 3      | Rebecca Meder            | Sudafrica     | 57"69   | Q    |
| 5    | 2        | 5      | Tessa Giele              | Paesi Bassi   | 57"70   | Q    |
| 6    | 1        | 3      | Béryl Gastaldello        | Francia       | 57"73   | Q    |
| 7    | 2        | 6      | Diana Petkova            | Bulgaria      | 58"28   | Q    |
| 8    | 2        | 2      | Sydney Pickrem           | Canada        | 58"47   | Q    |
| 9    | 1        | 6      | Ellen Walshe             | Irlanda       | 58"55   |      |
| 10   | 2        | 7      | Louise Hansson           | Svezia        | 58"67   |      |
| 11   | 1        | 7      | Helena Gasson            | Nuova Zelanda | 58"70   |      |
| 12   | 1        | 2      | Tamara Potocká           | Slovacchia    | 59"31   |      |
| 12   | 2        | 1      | Barbora Janíčková        | Rep. Ceca     | 59"31   |      |
| 14   | 1        | 1      | Zheng Huiyu              | Cina          | 59"34   |      |
| 15   | 2        | 8      | Fernanda Gomes Celidonio | Brasile       | 59"58   |      |
| 16   | 1        | 8      | Anastasiya Kuliashova    | NAA           | 1:00.26 |      |

### Finale
| Pos.    | Corsia | Atleta             | Nazionalità | Tempo | Note |
| ------- | ------ | ------------------ | ----------- | ----- | ---- |
| Oro     | 4      | Gretchen Walsh     | Stati Uniti | 55"11 |      |
| Argento | 5      | Kate Douglass      | Stati Uniti | 56"49 |      |
| Bronzo  | 7      | Béryl Gastaldello  | Francia     | 56"67 |      |
| 4       | 3      | Mary-Sophie Harvey | Canada      | 57"04 |      |
| 5       | 2      | Tessa Giele        | Paesi Bassi | 57"69 |      |
| 6       | 6      | Rebecca Meder      | Sudafrica   | 58"10 |      |
| 7       | 1      | Diana Petkova      | Bulgaria    | 58"73 |      |
| 8       | 8      | Sydney Pickrem     | Canada      | 59"07 |      |